# Estêvão I Báncsa
Estêvão I Báncsa (em húngaro:  István (I) Báncsa ou Váncsa; c. 1205 - m. 9 de julho de 1270) foi o primeiro cardeal húngaro da Igreja Católica, cardeal-bispo da sé suburbicária de Palestrina e arcebispo de Esztergom.

## História
Báncsa foi criado cardeal em dezembro de 1251 pelo papa Inocêncio IV numa época em que a igreja estava tendo problemas com os tártaros. Báncsa já havia sido anteriormente chanceler da Hungria.
Ele participou do eleição papal de 1254, realizado entre 8 e 12 de dezembro (que elegeu Alexandre VI), de outubro de 1264 a fevereiro de 1265 (Clemente IV) e novembro de 1268 a setembro de 1271, o maior conclave da história, durante o qual ele morreu, em 9 de julho de 1270. Foi enterrado em 1270 na Basílica de Santa Balbina.
Báncsa não participou do conclave de maio a agosto de 1261 que elegeu o Urbano IV.